# Koněprusy
Obec Koněprusy se nachází v okrese Beroun ve Středočeském kraji, asi 5 km jižně od Berouna. Žije zde 257 obyvatel.

## Název
Osada se poprvé připomíná r. 1391 jako de Ronyeprus. Jméno vsi souvisí nepochybně se jménem blízkého návrší Zlatý kůň (467 m), proslulého jednak pozůstatky slovanského hradiště z 8.–9. stol. (to navázalo na pravěkou osadu bylanské kultury asi ze 7.–6. stol. pr. n. l.), jednak soustavou krasových jeskyň v podzemí vrchu, známých už člověku starší doby kamenné. Svým tvarem se název zařazuje ke jménům typu Konělupy (osada lidi, kteří loupili, kradli kone) nebo Konětopy (bažinaté místo, kde se topili koně). Předpokládané sloveso prusiti není ovsem v češtině doloženo; rovněž souvislost s etnickým jménem Prusi nepřichází vůbec v úvahu. Z toho, ze oblast Českého krasu byla nepřetržitě osídlena už od pravěku, lze předpokládat, že se v některých starobylých jménech (srovnej též Kotyz, Koda, Kosor) uchovaly stopy po jazykové vrstvě nejen předslovanské, ale i předgermánské, ba dokonce již i předkeltské.

## Historie
První písemná zmínka o obci pochází z roku 1391. Podle legendy sahají kořeny obce až do doby pohanské. Podle ní byla na kopci Zlatý kůň svatyně, kde byl uctíván bůh Svantovít. V době zimního a letního slunovratu se zde konaly obřady pálení ohňů, ke kterým putovali lidé z okolí. Pod Zlatým koněm, v nynějších Koněprusích pak ležela osada. Z doložených pramenů víme, že v roce 1393 přednášel na pražské univerzitě Mistr Petr z Koněprus. Koncem 15. století sídlil na Koněpruské tvrzi poslední z tohoto rodu, po jehož smrti zaniká i tvrz. Koněprusy byly poté rozděleny a až do roku 1848 patřily třem vrchnostem. V husitských válkách se zúčastnili někteří muži z obce slavné bitvy u Domažlic a pod vedením Prokopa Holého zde v srpnu 1431 oslavili vítězství. Za třicetileté války byla obec dvakrát vypleněna. Poprvé při vpádu Sasů v roce 1634 a podruhé při vpádu Švédů v roce 1639. V roce 1900 měla obec 51 domů a 279 obyvatel. Před první světovou válkou zde žilo ve stejném počtu domů přes 300 lidí. Ke dni 5. 11. 2010 zde žilo 222 obyvatel.

### Územněsprávní začlenění
Dějiny územněsprávního začleňování zahrnují období od roku 1850 do současnosti. V chronologickém přehledu je uvedena územně administrativní příslušnost obce v roce, kdy ke změně došlo:
- 1850 země česká, kraj Praha, politický okres Smíchov, soudní okres Beroun[5]
- 1855 země česká, kraj Praha, soudní okres Beroun
- 1868 země česká, politický okres Hořovice, soudní okres Beroun
- 1936 země česká, politický i soudní okres Beroun[6]
- 1939 země česká, Oberlandrat Kolín, politický i soudní okres Beroun[7]
- 1942 země česká, Oberlandrat Praha, politický i soudní okres Beroun[8]
- 1945 země česká, správní i soudní okres Beroun[9]
- 1949 Pražský kraj, okres Beroun[10]
- 1960 Středočeský kraj, okres Beroun
- 2003 Středočeský kraj, obec s rozšířenou působností Beroun

## Přírodní poměry
V katastrálním území Koněprusy leží tři chráněná území. Největším z nich je národní přírodní památka Zlatý kůň jižně od vesnice. Do jihozápadní části území zasahuje část národní přírodní památky Kotýz a do jihovýchodní přírodní rezervace Kobyla.

## Části obce
Obec Koněprusy se skládá ze dvou částí na dvou katastrálních územích:
- Koněprusy (i název k. ú.)
- Bítov (k. ú. Bítov u Koněprus)

V letech 1850–1869 k obci patřil i Jarov.

## Pamětihodnosti
- Jeskyně Na zlatém koni, archeologické naleziště jižně od obce
- Koněpruské jeskyně

## Osobnosti
- Jiří Macourek, český fagotista a hudební skladatel (23. ledna 1815 – po roce 1863)

## Doprava
Dopravní síť
- Pozemní komunikace – Do obce vedou silnice III. třídy.
- Železnice – Železniční trať ani stanice na území obce nejsou.

Veřejná doprava 2011
- Autobusová doprava – Autobusové linky projíždějící obcí vedly do těchto cílů: Beroun, Hostomice, Jince, Králův Dvůr, Liteň, Příbram, Zadní Třebaň (dopravce PROBO BUS).